# Bruno z Sayn
Bruno z Sayn (ur. ok. 1165, zm. 2 listopada 1208 w Blankenburgu) – arcybiskup Kolonii i książę-elektor Rzeszy od 1205.

## Życiorys
Bruno pochodził z hrabiowskiej rodziny, jego ojciec Eberhard I i brat Henryk II byli hrabiami Sayn. Był prepozytem kapituł w Kolonii, Koblencji i Bonn. Po tym jak arcybiskup Kolonii Adolf z Alteny w 1204 przeszedł z obozu popierającego Ottona IV Welfa do stronnictwa Filipa Szwabskiego i został ekskomunikowany, Bruno za sprawą stronnictwa Welfów został wybrany na nowego arcybiskupa. Wyższe duchowieństwo archidiecezji, z prepozytem kapituły katedralnej Engelbertem i sufraganami, pozostało lojalne Adolfowi, natomiast za Brunonem opowiedziała się m.in. Kolonia. Pomiędzy Brunonem i Adolfem toczyła się wyniszczająca wojna, a Filip Szwabski próbował zdobyć Kolonię. Bruno pozostawał na dworze Ottona IV. W 1206 w przegranej przez Ottona bitwie pod Wassenbergiem trafił do niewoli u Filipa Szwabskiego. Po roku został zwolniony i udał się do Rzymu. Powrócił do Kolonii po śmierci Filipa w 1208. Kilka tygodni później zmarł.